# Akuro no oka
«Akuro no oka» (アクロの丘) es un sencillo de Dir en Grey. Fue lanzado el 30 de enero de 1999 junto a sus otros sencillos -Zan- y Yurameki.
Akuro no oka fue un sencillo del álbum debut de Dir en Grey, llamado Gauze del mismo año. En el sencillo Yurameki apareció un remix de esta canción. El año 2007 reapareció en el álbum recopilatorio Decade 1998-2002.
Akuro no oka destaca por ser la canción más larga lanzada en un sencillo de Dir en Grey.
El video musical de la canción fue grabado en el Partenón.

## Lista de temas
| N.º | Título                                     | Duración |  |
| 1.  | «アクロの丘» (Akuro no Oka)                | 8:33     |  |
| 2.  | «-Zan- D.P.Y. Mix» (残 - Zan - D.P.Y. Mix) | 4:07     |  |

## Personal
- Dir en grey: producción
  - Kyo: Vocalista, escritor
  - Kaoru: Guitarra
  - Die: Guitarra
  - Toshiya: Bajo
  - Shinya: Batería

- Yoshiki: producción

- Bill Kennedy: masterizado

- Paul DeCarli: remix de la pista 2

- Datos: Q6144779